# SN 2007au
SN 2007au – supernowa typu Ia odkryta 18 marca 2007 roku w galaktyce UGC 3725. W momencie odkrycia miała maksymalną jasność 17,00m.